# Adrian Willaert
Adrian Willaert, född omkring 1480-1490 i Brygge eller Roeselare, död 7 december 1562 i Venedig, var en flandrisk kompositör under renässansen och en företrädare för både den fjärde nederländska skolan och Venedigskolan.

## Biografi
Adrian Willaert studerade juridik i Paris, blev lärjunge av Jean Mouton, och kom 1516 till Rom där han fick höra en av sina motetter uppföras i Josquin des Prez namn. Han vistades därpå i Ferrara och hos kungen av Ungern och Böhmen samt blev 1527 utnämnd till kapellmästare vid Markuskyrkan i Venedig. 
Föranledd av denna kyrkas inredning med två mitt emot varandra liggande orglar, uppfann Willaert det dubbelköriga kompositionssättet, som framgent blev ett utmärkande drag i den av honom grundlagda, epokgörande Venedigskolan, som var avgörande för den polyfona kompositionens utveckling. 
Willaert var även medupphovsman till den nyare madrigalen och till den konstfulla instrumentala arten ricercar, och hans madrigaler har bäst ihågkommits av eftervärlden, ehuru hans samtid satte mera värde på hans flerköriga psalmer och hymner samt 4-7-stämmiga motetter och särskilt ett Magnificat för tre körer. Som "drickbart guld" betecknade venezianerna Willaerts glansfulla kyrkliga körverk. 
Han förmedlade övergången från nederländarnas rent kontrapunktiska vokalstil till en ackordisk stil. Med Willaert börjar femstämmiga verk bli norm, och musiken komponeras för att få texten att framträda.  

## Utmärkelser
Asteroiden 7620 Willaert är uppkallad efter honom.